# Aeroport Internacional de Maputo
L'Aeroport Internacional de Maputo (codi IATA: MPM, codi OACI: FQMA) també conegut com a Aeroport de Lourenço Marques o Aeroport Internacional de Mavalane, és un aeroport situat 3 quilometres (1.9 mi) al nord-oest del centre de Maputo, la capital de Moçambic. És l'aeroport més gran del país i centre de connexions de LAM Aerolínies de Moçambic i Kaya Airlines. La majoria de les destinacions servides des de l'aeroport es troben a l'Àfrica, però TAP Portugal opera un servei a Lisboa, Portugal, Turkish Airlines duu a terme vols a Istanbul i Qatar Airways duu a terme vols a Doha.

## Expansió
L'empresa xinesa Anhui Foreign Economic Construction Company ha construït una nova terminal de càrrega, en el que serà el punt de partida de la primera fase d'un projecte d'expansió finançada pels xinesos, amb un cost inicial estimat de 75 milions US$. La primera fase va acabar amb l'obertura de la nova terminal internacional el 15 de novembre de 2010. La nova terminal té una capacitat de 900.000 passatgers a l'any, lluny dels 60.000 que podia sostenir abans. Originalment, aquest projecte de modernització es va dur a terme per a beneficiar-se de la Copa del Món de Futbol de 2010, celebrada a la veïna Sud-àfrica, però no va poder ser acabada a temps. Va estar a punt per a la Jocs Panafricans que es van celebrar a Maputo en 2011. El projecte va experimentar un sobrecost greu, i el constructor va sol·licitar una suma addicional de 40 a 50 milions $ per completar el treball.
La segona fase va implicar la construcció d'una nova terminal domèstica on era l'antiga terminal. Tot el pla pretenia duplicar la capacitat de l'aeroport internacional de Maputo de 450.000 a 900.000 passatgers per any i ajudar a expandir el turisme a la ciutat i al país. El terminal també tindrà 14 taulells de facturació, panells electrònics que mostren els vols, una sala VIP presidencial, escales mecàniques i un sistema elèctric de refrigeració central. S'espera que la nova terminal serveixi l'arribada i sortida de 400 passatgers per hora, en comparació amb l'antic edifici que només podia manejar 150 passatgers per hora.

## Aerolínies i destinacions

### Passatgers
| Aerolínies                 | Destinacions                                                                             | Terminal      |
| -------------------------- | ---------------------------------------------------------------------------------------- | ------------- |
| Airlink                    | Durban                                                                                   | Internacional |
| Air Mauritius              | Maurici                                                                                  | Internacional |
| Ethiopian Airlines         | Addis Abeba                                                                              | International |
| Kenya Airways              | Nairobi-Jomo Kenyatta                                                                    | Internacional |
| LAM Aerolínies de Moçambic | Beira, Chimoio, Inhambane, Lichinga, Nacala, Nampula, Pemba, Quelimane, Tete, Vilanculos | Domestic      |
| LAM Aerolínies de Moçambic | Dar es Salaam, Harare, Johannesburg-OR Tambo, Luanda, Nairobi-Jomo Kenyatta              | Internacional |
| Moçambique Expresso        | Beira, Tete                                                                              | Domestic      |
| Qatar Airways              | Doha                                                                                     | International |
| South African Airways      | Johannesburg-OR Tambo                                                                    | Internacional |
| TAAG Angola Airlines       | Luanda                                                                                   | Internacional |
| TAP Portugal               | Lisbon                                                                                   | Internacional |
| Turkish Airlines           | Istanbul-Atatürk                                                                         | Internacional |

### Càrrega
| Aerolínies                  | Destinacions                  |
| --------------------------- | ----------------------------- |
| LAM Aerolínies de Moçambic  | Beira                         |
| South African Airways Cargo | Harare, Johannesburg-OR Tambo |

## Accidents i incidents
- El 10 de juliol de 1986, un Douglas C-47A 7315 de les Forces Aèries de Zimbabwe rs va estavellar en l'enlairament. Totes les 17 persones a bord van morir.[8]
- El 29 de novembre de 2013, el vol 470 de LAM Aerolínies de Moçambic operava en un vol regular de passatgers de Maputo, Moçambic a Luanda, Angola. Volava a FL380 quan l'avió va entrar en un sobtat descens. Els 33 a bord van morir en l'impacte del jet Embraer 190 contra el terreny del Parc Nacional Bwabwata a Namíbia. Se sospita que l'assassinat es produí pel suïcidi del pilot.[9]